# Tetrosen
Tetrosen sind Monosaccharide, deren Kohlenstoffgrundgerüst vier Kohlenstoff-Atome enthält. Sie haben alle die Summenformel C4H8O4 und unterscheiden sich durch die Art der Carbonyl-Funktion. Handelt es sich um eine Keto-Gruppe, so spricht man von Ketotetrosen, bei einer Aldehyd-Gruppe nennt man sie Aldotetrosen. Die Phosphorsäureester der Tetrosen spielen im Kohlenhydratstoffwechsel eine wichtige Rolle.

## Aldotetrosen
Die Aldotetrosen besitzen zwei chirale Zentren, es gibt daher vier verschiedene Stereoisomere, von denen nur die D-Erythrose und die D-Threose natürlich vorkommen.

Erythrose
Threose

## Ketotetrosen
Von den zwei Ketotetrosen kommt nur die D-Erythrulose natürlich vor.

Erythrulose